# 현충천
현충천(顯忠川)은 서울특별시 동작구 공작봉(孔雀峰)에서 발원하여 박정희 대통령 묘역 아래쪽의 공작지(孔雀池)로 유입되었다가, 국립현충원 가운데를 관통하며 한강으로 흘러드는 하천이다. 원래는 이름 없는 물길이었으나, 현충원 조성 이후 이름이 붙었다.

## 다리
- 수충교(輸忠橋): 1956년 4월 10일 건설되었으며, 그 이름은 조국에 생명을 바치고 국가에 충성을 다한다는 뜻이다.[2]
- 정난교(定難橋): 1956년 4월 10일 건설되었으며, 그 이름은 난을 평정하고 국가의 틀을 잡아 나라를 어지럽지 않게 한다는 뜻이다.[2]
- 정국교(靖國橋): 1958년 12월 31일 건설된 뒤 2010년 5월 개축되었으며, 그 이름은 현충원의 안장자들이 여전히 나라의 안정을 위하는 마음을 품고 있다는 뜻이다.[2]
- 구름다리: 유가족 쉼터와 현충지 사이에 있다.[3]

## 참고 문헌
- 양도선; 황순용; 이효영; 유현창; 강재국 (2010). 《민족의 얼》 제7판. 서울: 국립서울현충원.